# Xã Spalding, Quận Aitkin, Minnesota
Xã Spalding (tiếng Anh: Spalding Township) là một xã thuộc quận Aitkin, tiểu bang Minnesota, Hoa Kỳ. Năm 2010, dân số của xã này là 329 người.